# Vogelgrun
Vogelgrun (deutsch Vogelgrün, elsässisch Vogelgrien) ist eine französische Gemeinde mit 630 Einwohnern (Stand 1. Januar 2022) im Département Haut-Rhin in der Region Grand Est (bis 2015 Elsass). Sie gehört zum Arrondissement Colmar-Ribeauvillé und ist Mitglied im Gemeindeverband Communauté de communes Alsace Rhin Brisach an. Die Bewohner werden Vogelgrunois und Vogelgrunoises genannt.
Die Gemeinde erhielt 2022 die Auszeichnung „Drei Blumen“, die vom Conseil national des villes et villages fleuris (CNVVF) im Rahmen des jährlichen Wettbewerbs der blumengeschmückten Städte und Dörfer verliehen wird.

## Geographie
Östliche Nachbargemeinde von Vogelgrun ist Breisach am Rhein. Dazwischen bildet der Rhein die Grenze zwischen Frankreich und der Bundesrepublik Deutschland. Auf der französischen Seite verläuft der Rheinseitenkanal parallel zum natürlichen Strom. Auf der Höhe von Vogelgrün enthält der Kanal eine Staustufe mit einem Laufwasserkraftwerk. Über die Staumauer führt die Fernstraße Colmar–Freiburg im Breisgau (D 415 in Frankreich, Bundesstraße 31 in Deutschland). Parallel zum Rhein verläuft die D52. Die beiden Straßen kreuzen sich nördlich des Dorfkerns. Die Gemarkung wird überwiegend landwirtschaftlich genutzt, Wald findet sich vor allem auf dem zwischen Rheinseitenkanal und Rhein liegenden Bann. Die französischen Nachbargemeinden sind Biesheim, Geiswasser, Algolsheim und Volgelsheim.

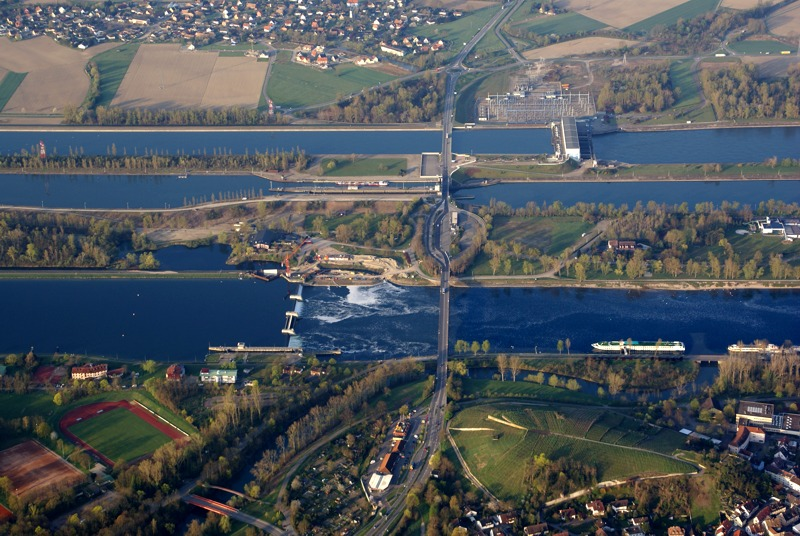
Rheinübergang bei Breisach / Vogelgrun; von vorne: Breisach, Rhein mit Kulturwehr, Rheinseitenkanal mit Schleuse und Kraftwerk, Ortsrand von Vogelgrun

## Geschichte
Vogelgrun ist aufgrund der Lage in einem ehemaligen Mäander des Rheins und der damit vor der Rheinbegradigung im 19. Jahrhundert bestehenden Überschwemmungsgefahr deutlich jünger als die Ortschaften der Umgebung. Der Bann gehörte lange zu Biesheim und wurde dann 1568 von Breisach erworben, das es 1756 an Graf Waldner von Freundstein verkaufte. Dieser trat es 1770 an Frankreich ab. 1805 wurde der Ort zur Gemeinde erhoben. Von 1871 bis zum Ende des Ersten Weltkrieges gehörte Vogelgrün als Teil des Reichslandes Elsaß-Lothringen zum Deutschen Reich und war dem Kreis Colmar im Bezirk Oberelsaß zugeordnet.
Der Ortsname Vogelgrün leitet sich nicht von einem grünen Vogel ab, vielmehr weist der Namensteil „grün“ auf einen Rastplatz für Zugvögel am Rhein hin.
| Jahr      | 1962 | 1968 | 1975 | 1982 | 1990 | 1999 | 2006 | 2019 |
| Einwohner | 144  | 155  | 397  | 420  | 415  | 519  | 589  | 639  |

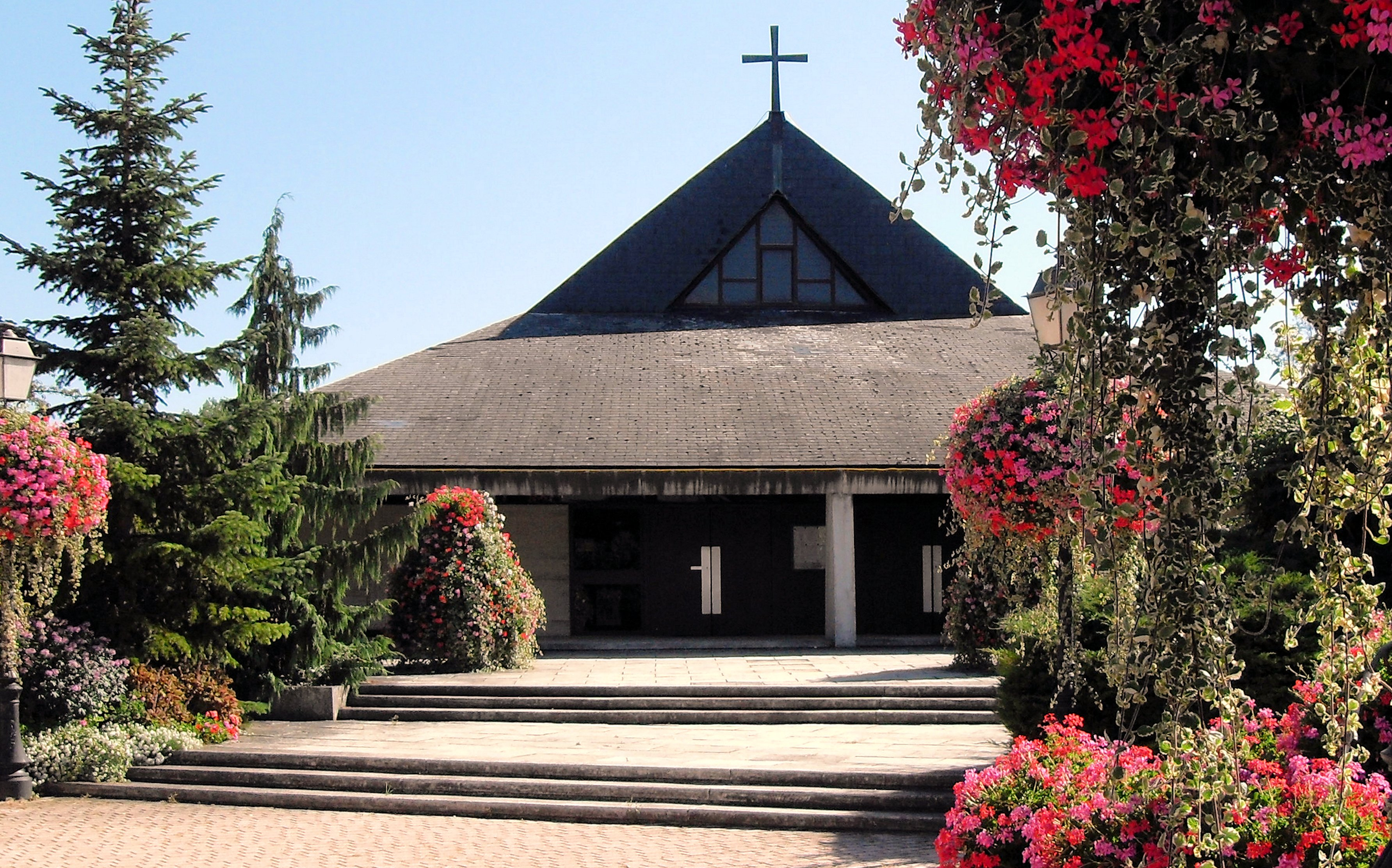
Neue Kirche Saint-Alphonse aus den 1970er Jahren
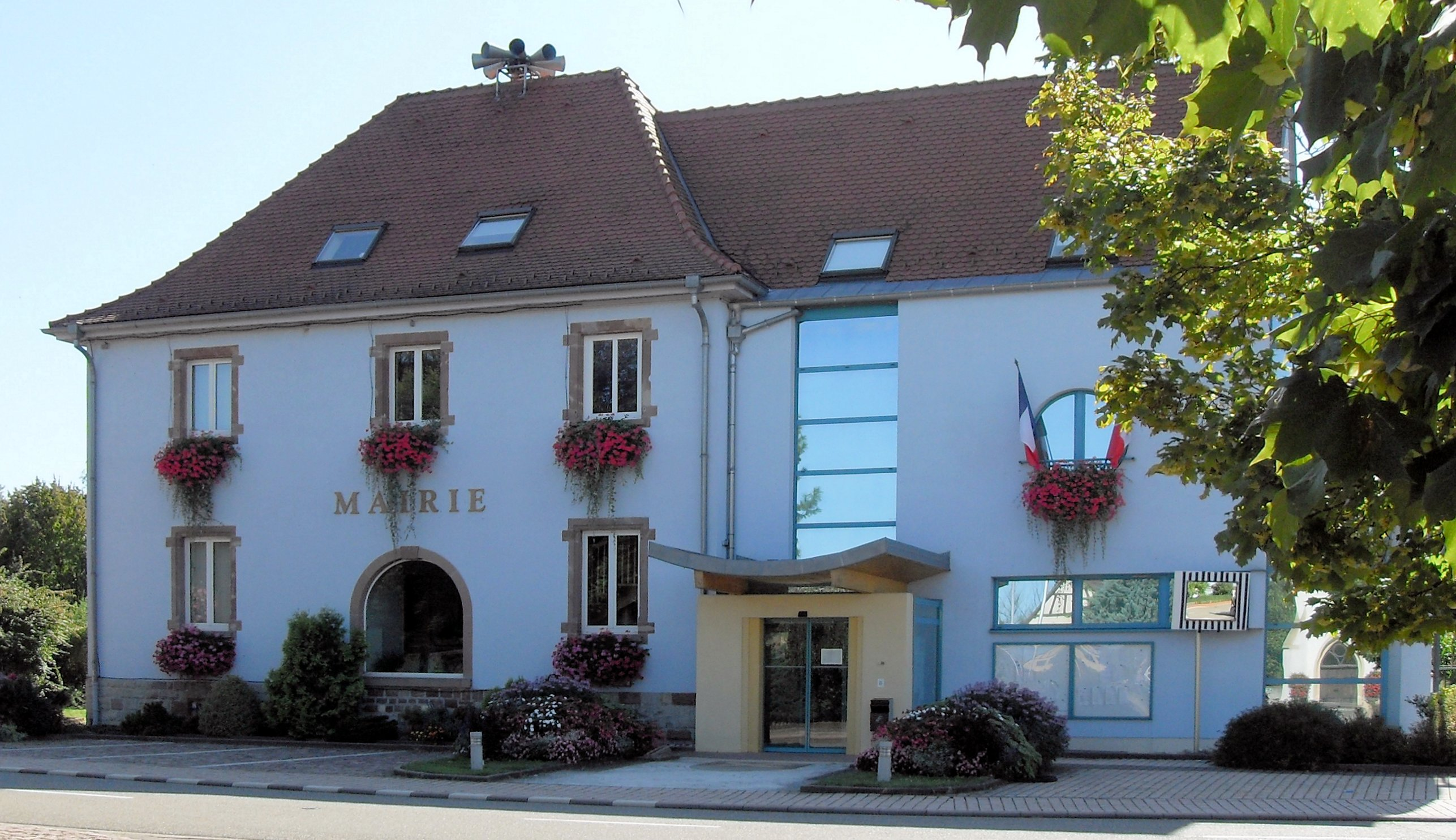
Mairie Vogelgrun

## Wirtschaft und Infrastruktur
Wichtige Erwerbszweige sind der Gartenbau und die Landwirtschaft. Im Zusammenhang mit dem Bau des Rheinseitenkanals entstand auf dem Gemeindegebiet das Wasserkraftwerk Vogelgrun der EDF mit einer Schleuse.